# Penyengat Rendah
Penyengat Rendah is een bestuurslaag in het regentschap Jambi van de provincie Jambi, Indonesië. Penyengat Rendah telt 10.811 inwoners (volkstelling 2010).